# Erepta nevilli
Erepta nevilli foi uma espécie de gastrópodes da família Helicarionidae.
Foi endémica da Maurícia.